# وادي كور الطير
وادي كور الطير هو وادي بقضاء السلمان بمحافظة المثنى بالبادية العراقية جنوب العراق، مساحته 2308 كيلومترات مربعة وطوله 152 كيلومتراً، ونسبة انحداره 1,85 كيلومتراً بالساعة. وهو حوض مهم في بادية العراق الجنوبية، جاف إلا في موسم المطر.